# Strikeforce: Marquardt vs. Saffiedine
Strikeforce: Marquardt vs. Saffiedine foi um evento de artes marciais mistas, promovido pelo Strikeforce, ocorrido no dia 12 de janeiro de 2013 na Chesapeake Energy Arena em Oklahoma City, Oklahoma. O evento foi ao ar na Showtime.

## Background
Esse foi o último evento da promoção do Strikeforce antes dos lutadores da organização se fundirem com o UFC.
Luke Rockhold era esperado para defender seu Cinturão Peso Médio do Strikeforce pela última vez, contra Lorenz Larkin, porém foi forçado a se retirar do card com uma lesão. Larkin permaneceu no card e era esperado para enfrentar o ex-Campeão Ronaldo Souza em Novembro, porém em 20 de Dezembro, foi anunciado que o Peso Médio do UFC Ed Herman, iria para o Strikeforce para enfrentar Souza.
Gilbert Melendez era esperado para defender seu Cinturão Peso Leve do Strikeforce neste evento contra Pat Healy, porém foi forçado a se retirar da luta devido a uma lesão. Jorge Masvidal então enfrentaria Healy, porém Masvidal também sofreu uma lesão, para substituir, Healy fez uma luta promocional contra o estreante Kurt Holobaugh.

## Card Oficial
^ a: Pelo Cinturão Meio Médio do Strikeforce.